# 장덕수 (배우)
장덕수(1980년 9월 2일 ~ )는 대한민국의 배우이다.

## 생애
신장은 174cm인 그는 1988년 단막극 《드라마 게임 - 바람과 새》의 출연으로 아역배우 첫 데뷔하여 그 후 TV 드라마 《달빛가족》(KBS), 《우리 아빠 홈런》(KBS), 《전원일기》(MBC), 《유심초》(SBS), 《우리들의 천국》(MBC), 《사춘기》(MBC) 등에 출연하였으며 다른 한편 1992년 영화 《돌아오라 개구리 소년》의 주연 등을 통하여 아역 배우로 정점에 도달하였으며 영화, TV 드라마, 연극, 뮤지컬 등에 출연하여 인기를 모았고 1999년 TV 드라마 《천사의 키스》를 끝으로 배우 활동을 한동안 하지 않고 있다가 같은 해 1999년 록 음악 그룹 〈야다〉의 키보디스트 및 기타리스트 겸 보컬리스트를 통하여 가수 데뷔하기도 하였다. 그러나 1년 후 2000년 록 음악 그룹 〈야다〉를 탈퇴하였다.

## 출연작

### 영화
- 《삼토스와 댕기똘이》(1990년)
- 《엄마찾아 삼만리》(1990년)
- 《로보트 태권 브이 90》(1990년)
- 《돌아오라 개구리 소년》(1992년)

### 드라마
- 《드라마 게임 - 미로의 끝》(1988년)
- 《드라마 게임 - 바람과 새》(1988년)
- 《드라마 게임 - 사슴의 노래》(1988년)
- 《드라마 게임 - 새와 둥지》(1989년)
- 《한중록》- 어린 정조 역 (1989년)
- 《드라마 게임 - 봄바람》(1990년)
- 《드라마 게임 - 청색 엘리베이터》(1990년)
- 《드라마 게임 - 기쁜 우리 그 날은》(1990년)
- 《달빛가족》(1990년)
- 《역사는 흐른다》(1990년)
- 《그 여자》(1990년)
- 《우리 아빠 홈런》(1990년)
- 《베스트 극장 - 목련과 소쩍새》(1991년)
- 《전원일기》(1991년)
- 《사랑이 뭐길래》(1991년)
- 《드라마 게임 - 그해 12월》(1991년)
- 《유심초》(1992년)
- 《궁합이 맞습니다》(1992년)
- 《질투》(1992년)
- 《우리들의 천국》(1993년)
- 《사춘기》(1993년)
- 《청춘극장》(1993년)
- 《아담의 도시》(1994년)
- 《이 남자가 사는 법》(1994년)
- 《언제나 푸른 마음》(1994년)
- 《거미》(1995년)
- 《째즈》(1995년)
- 《김구》(1995년)
- 《내 사랑 유미》(1996년)
- 《며느리 삼국지》(1996년)
- 《파리공원의 아침》(1996년)
- 《자반 고등어》(1996년)
- 《남자 셋 여자 셋》(1997년)
- 《용의 눈물》(1997년)
- 《욕망의 바다》(1997년)
- 《전설의 고향 - 5월에 내리는 서리》(1997년)
- 《사랑》(1998년)
- 《피아노》(1998년)
- 《세상 끝까지》(1998년)
- 《미스터 Q》(1998년)
- 《순풍 산부인과》(1998년)
- 《천사의 키스》(1999년)
- 《꼭지》(2000년)
- 《햇빛 사냥》(2002년)
- 《동물원 사람들》(2002년)
- 《남자의 향기》(2003년)

### CF
- 《해태음료》 보리텐
- 《해태》 홈파티 돈까쓰

### TV 프로그램
- 《특종 TV 연예》
- 《오늘은 좋은 날》

## 음반

### 정규 음반
- 1999년 《야다 1집》